# Кругосветное плавание Джорджа Ансона
Кругосветное плавание британской эскадры Джорджа Ансона (1740—1744) стало частью Войны за ухо Дженкинса. Ансон потерял пять кораблей из шести, но смог, действуя против испанцев, захватить в Тихом океане огромную добычу.

## Плавание
Когда начался колониальный конфликт между Великобританией и Испанией, известный как «Война за ухо Дженкинса», у британского командования появилась идея направить эскадру в испанскую Америку, которая считалась источником неисчислимых богатств. По разным мнениям, следовало взять столицу Перу Лиму, поднять индейцев на восстания против испанской короны, либо взять Манилу на Филиппинах. Под началом Джорджа Ансона была сформирована эскадра, которая включала всего шесть кораблей:
- HMS Centurion (флагман, водоизмещение 1005 тонн, 60 пушек, команда 400 человек);
- HMS Gloucester (853 тонны, 50 пушек, 300 человек);
- HMS Severn (853 тонны, 50 пушек, 300 человек);
- HMS Pearl (600 тонн, 40 пушек, 250 человек);
- HMS Wager (599 тонн, 24 пушек, 120 человек);
- HMS Tryal (200 тонн, 8 пушек, 70 человек).

В состав эскадры входили ещё два судна снабжения, Anna и Industry. Два корабля, HMS Severn и HMS Pearl, после шторма у мыса Горн были вынуждены повернуть обратно в Англию. У берегов Чили разбился HMS Wager. Таким образом, прежде, чем эскадра достигла островов Хуана-Фернандеса, в ней осталось лишь три корабля, а численность команды из-за болезней и бедствий уменьшилась с 961 до 335 человек.
С такими силами захват Лимы или других крупных городов был невозможен. Тем не менее, пользуясь отсутствием каких-либо значительных испанских сил на тихоокеанском побережье, британцы напали на маленький портовый город Пайта в Перу (13-15 ноября 1741) и захватили у побережья несколько судов. Постоянная убыль команды из-за цинги вынудила Ансона собрать всю команду на «Центурионе», оставив остальные корабли. Ничего не зная о судьбе HMS Severn и HMS Pearl, Ансон некоторое время ждал их в одном из мест возможного сбора, чтобы потом напасть на Панаму. Не дождавшись, он решил идти в Макао с заходом для отдыха на остров Тиниан. В Макао он продал китайцам часть добычи, но с местными жителями не поладил и вынужден был снова выйти в море.
«Центурион» направился к берегам Филиппин для перехвата торговых судов, курсировавших между этим архипелагом и Мексикой. Ему встретилось легковооружённое испанское торговое судно Nuestra Señora de Covadonga, которое после первого же залпа британцев сдалось. На корабле было захвачено 1 313 843 испанских пиастров, что стало самой большой добычей за всё плавание.
7 декабря 1743 года Ансон, продав призовой корабль за очень низкую цену в 6000 долларов, отплыл в Великобританию. Слухи о его богатой добыче уже дошли до Европы, и он опасался за исход своего путешествия. 11 марта 1744 года «Центурион» миновал мыс Доброй Надежды и пополнил команду в Кейптауне, 15 июня вошел в Ла-Манш, где благодаря туману не был замечен французской эскадрой, и благополучно достиг Англии.
Из 1900 человек, отплывших из Англии, обратно прибыло, совершив кругосветное плавание, только 188. Всего осталось в живых, вместе с командами вернувшихся ранее HMS Severn и HMS Pearl, 500 человек.

Путь HMS Centurion под командованием Джорджа Ансона

По возвращении адмирал Ансон стал знаменитостью и получил аудиенцию к королю, а доставленная им добыча была выставлена на обозрение публики на улицах Лондона. Споры о выплате призовых закончились разбирательством в суде, где основной спор касался вознаграждения офицеров, перешедших на флагман с кораблей Gloucester и Tryal, поскольку Ансон официально не зачислил их в команду. Офицеры полагали, что без их помощи «Центурион» никогда бы не добился таких успехов, и хотя поначалу суд принял их сторону, впоследствии они получили только по 500 фунтов стерлингов против 6000 фунтов, заплаченных остальным офицерам. Адмирал Ансон получил 3/8 от общей суммы добычи, которая, по некоторым оценкам, достигала суммы в 91000 фунтов. Жалование за всё почти четырёхлетнее плавание составила всего 719 фунтов. Простые матросы получили вознаграждение в 300 фунтов, что составляло их заработок примерно за 20 лет.